# Rolls-Royce Thrust Measuring Rig
Rolls-Royce Thrust Measuring Rig (Flying Bedstead, TMR) – brytyjska platforma doświadczalna przeznaczona do badań sterowanego lotu w płaszczyźnie pionowej.

## Historia

### Geneza
Gwałtowny rozwój śmigłowców po zakończeniu II wojny światowej, ich mobilność, podstawowe zalety w postaci zdolności do pionowego lądowania i startu oraz rozwój samolotów i napędu odrzutowego, wzrostu ich prędkości i zasięgu, zwrócił uwagę konstruktorów lotniczych z wielu krajów na idee stworzenia maszyny łączącej zalety śmigłowców i samolotów. Na pierwszym miejscu pojawiły się korzyści wojskowe jakie można by osiągnąć dysponując tego typu samolotem. W dobie Zimniej Wojny zachodni stratedzy zdawali sobie doskonale sprawę, że w przypadku przekształcenia jej w „gorącą” wojnę, jednymi z pierwszych celów uderzeń lotniczych i atomowych państw układu warszawskiego będą bazy lotnicze państw NATO. Ich wyeliminowanie, pozbawienie możliwości obsługi technicznej i logistycznej operujących z nich samolotów praktycznie uniemożliwi państwom NATO wykorzystanie własnych sił powietrznych. Samolot bojowy zdolny do operowania z lotnisk, którymi mogą być parkingi, pola, czy jakikolwiek inny dostępny kawałek gruntu, gdzie można dowieść zaopatrzenie i niezbędne urządzenia do obsługi samolotu wydawał się być idealnym rozwiązaniem. Jednym z krajów, w którym prowadzono badania nad możliwością budowy tego typu maszyn była Wielka Brytania. W Anglii dodatkowym elementem, który przyczynił się do rozwoju prac nad samolotami typu VTOL była polityka. 4 kwietnia 1957 roku, Duncan Sandys, minister obrony w rządzie Harolda Macmillana ogłosił białą księgę (Defence White Paper), raport, w którym nakreślił przyszłość lotnictwa bojowego. Prognozując, iż to pociski rakietowe będą dominującą bronią na polu walki, a w związku z tym klasyczne samoloty bojowe stracą swoją rację bytu. Konsekwencje raportu był dla brytyjskiego przemysłu lotniczego katastrofalne, wstrzymano finansowanie wielu projektów. Raport uderzał również w Royal Navy podważając sens posiadania klasycznych lotniskowców aczkolwiek dopuszczał posiadanie niewielkich okrętów z pokładem lotniczym, z których mogłyby operować śmigłowce. W tych warunkach, idea posiadania samolotu bojowego posiadającego zalety śmigłowca była tym bardziej kusząca.

### Projekt
Już na początku lat 50. XX wieku w wytwórni Rolls-Royce powstał zespół inżynierów, którego zadaniem miało być zbadanie możliwości wykonania sterowanego, w pełni kontrolowanego pionowego startu i lądowania z wykorzystaniem silników odrzutowych. Do tego celu zbudowano urządzenie nazwane Thrust Measuring Rig (Ruchome Stanowisko Pomiaru Ciągu). Nazwa nie odzwierciedla funkcji i celów budowy aparatu, ale wszystkie prace objęte były klauzulą tajności, czego przejawem była między innymi, nic nie mówiąca ewentualnym nieupoważnionym osobą nazwa. Naturalnym rozwiązaniem konstrukcyjnym w przypadku tego typu maszyn, wydaje się być umieszczenie silników pionowo, generowany przez nie ciąg, skierowany pionowo w dół powinien zapewnić odpowiednią siłę nośną dla wykonywania manewrów lądowania i startu. Niestety ówczesne silniki odrzutowe nie były przystosowane do pracy w pozycji pionowej. Mogły to robić w samolotach wykonujących krótkotrwałe loty pionowe, ale dłuższa praca w takiej pozycji powodowała ich przegrzewanie, zatarcie, a w konsekwencji zniszczenie. Kolejnym problemem była wielkość dostępnych jednostek napędowych. Najsilniejszy dostępny wówczas silnik, Rolls-Royce Nene mierzył prawie 2,5 długości i ważył 700 kg. Mając to wszystko na uwadze, inżynierowie Rolls-Royce podjęli decyzje o użyciu dwóch silników Rolls-Royce Nene ustawionych w pozycji poziomej. Jeden za drugim z wlotami skierowanymi na zewnątrz i dyszami wylotowymi do środka, strumień wylatujących gazów kierowany był poprzez kanały wylotowe do wspólnego ujścia skierowanego pionowo do dołu. Jako że strumień gazów wylotowych po opuszczeniu silnika musiał pokonać 90° zakręt dyszy. aby skierować się prosto do dołu, jego sumaryczna wartość określająca wartość ciągu silnika spadała na skutek oporu, jaki trzeba było pokonać na zgięciu dyszy. Konsekwencją takiego ustawienia był spadek wartości ciągu o 18% w porównaniu z wyjściową wartością. Obydwa silniki zamontowane były na specjalnej ramie wspartej czterema podporami. Na jej szczycie umieszczono fotel pilota. Sterowanie całością odbywało się dzięki dodatkowym odchylanym dyszom umieszczonym z przodu i z tyłu całej konstrukcji oraz po jej bokach. Dysze zasilane były ciśnieniem gazów z głównych silników doprowadzanych długimi kanałami. Całość sprawiała kolosalne problemy w sterowaniu, silniki odpowiadały ze sporym opóźnieniem na regulacje wartości ciągu przez pilota. Niewielki nadmiar mocy, jakim dysponował aparat, zapewniał minimalny margines błędu.

## Loty
Do swojego pierwszego lotu aparat o numerze XJ314 wzbił się 3 lipca 1953 roku, było to właściwie uniesienie się w powietrze, będąc przytrzymywanym przez liny przytwierdzone do ziemi. Pierwszy swobodny lot odbył się 3 sierpnia 1954 roku. Za sterami maszyny zasiadł szef doświadczalnych pilotów Rolls-Royce, Ronald Thomas Shepherd. Lot będący praktycznie wykonywanymi przez platformę podskokami po płycie lotniska trwał kilka minut, ale udowodnił, że pionowy start i lądowanie z użyciem silników odrzutowych jest jak najbardziej możliwe. Kolejne badania wykonywano już w Royal Aircraft Establishment. Tutaj 28 listopada 1957 roku platforma uległa rozbiciu z powodu wyłączenia się jednego z silników, grzebiąc w swoich szczątkach pilota. Zbudowano drugą platformę (XK426), ale i ona po tygodniu testów uległa awarii, tym razem bez ofiar. Uzyskane doświadczenia zostały wykorzystane w konstrukcji kolejnej maszyny przeznaczonej do badań nad możliwościami pionowego startu i lądowania, samolotu Short S.C.1. Odbudowany egzemplarz XJ314 do dziś można oglądać w Muzeum Nauki w Londynie.